# Achatia latex
Achatia latex là một loài bướm đêm trong họ Noctuidae.